# Handebol nos Jogos Olímpicos de Verão de 1936
O handebol estreou como modalidade olímpica durante os Jogos Olímpicos de Verão de 1936 realizados em Berlim, Alemanha. Excepcionalmente, nesta edição dos jogos, o esporte foi jogado numa versão especial, ao ar livre e em campo de dimensões similares ao campo de futebol.

## Masculino
| Ouro | Prata | Bronze |
| Alemanha (GER) Karl Kreutzberg Arthur Knautz Willi Bandholz Hans Keiter Wilhelm Brinkmann Rudolf Stahl Fritz Spengler Erich Hermann Günter Ortmann Wilhelm Baumann Fritz Fromm Heinz Körvers Wilhelm Muller Georg Dascher Kurt Dossin Hermann Hansen Edgar Reinhardt Hans Theilig Helmut Berthold Alfred Klingler Helmut Braselmann Heinrich Keimig | Áustria (AUT) Friedrich Maurer Franz Brunner Friedrich Wurmböck Siegfried Purner Johann Zehetner Johann Houchka Franz Bistricky Franz Berghammer Walter Reisp Ferdinand Kiefler Anton Perwein Alois Schnabel Franz Bartl Johann Tauscher Otto Licha Emil Juracka Leopold Wohlrab Jaroslav Volak Alfred Schmalzer Ludwig Schubert Josef Kreci Siegfried Powolny | Suíça (SUI) Eduard Schmid Erland Herkenrath Erich Schmitt Rolf Fäs Max Streib Robert Studer Rudolf Wirz Georg Mischon Ernst Hufschmid Willy Hufschmid Eugen Seiterle Max Blosch Werner Scheurmann Willy Schafer Willy Gyst Werner Meyer Burkhard Gantenbein |

### Primeira fase

#### Grupo A
| Equipe             | Pts | J | V | E | D | GP | GC |
| ------------------ | --- | - | - | - | - | -- | -- |
| GER Alemanha       | 4   | 2 | 2 | 0 | 0 | 51 | 1  |
| HUN Hungria        | 2   | 2 | 1 | 0 | 1 | 7  | 24 |
| USA Estados Unidos | 0   | 2 | 0 | 0 | 2 | 3  | 36 |

| 6 de agosto |      |                |
| Alemanha    | 22–0 | Hungria        |
| 7 de agosto |      |                |
| Hungria     | 7–2  | Estados Unidos |
| 8 de agosto |      |                |
| Alemanha    | 29–1 | Estados Unidos |

#### Grupo B
| Equipe      | Pts | J | V | E | D | GP | GC |
| ----------- | --- | - | - | - | - | -- | -- |
| AUT Áustria | 4   | 2 | 2 | 0 | 0 | 42 | 6  |
| SUI Suíça   | 2   | 2 | 1 | 0 | 1 | 11 | 20 |
| ROM Romênia | 0   | 2 | 0 | 0 | 2 | 9  | 26 |

| 6 de agosto |      |         |
| Áustria     | 18–3 | Romênia |
| 7 de agosto |      |         |
| Suíça       | 8–6  | Romênia |
| 8 de agosto |      |         |
| Áustria     | 14–3 | Suíça   |

### Disputa de 5º lugar
| 10 de agosto |      |                |
| Romênia      | 10–3 | Estados Unidos |

### Fase final
| Equipe       | Pts | J | V | E | D | GP | GC |
| ------------ | --- | - | - | - | - | -- | -- |
| GER Alemanha | 6   | 3 | 3 | 0 | 0 | 45 | 18 |
| AUT Áustria  | 4   | 3 | 2 | 0 | 1 | 28 | 23 |
| SUI Suíça    | 2   | 3 | 1 | 0 | 2 | 22 | 32 |
| HUN Hungria  | 0   | 3 | 0 | 0 | 3 | 18 | 40 |

| 10 de agosto |      |         |
| Alemanha     | 19–6 | Hungria |
| Áustria      | 11–6 | Suíça   |
| 12 de agosto |      |         |
| Áustria      | 11–7 | Hungria |
| Alemanha     | 16–6 | Suíça   |
| 14 de agosto |      |         |
| Suíça        | 10–5 | Hungria |
| Alemanha     | 10–6 | Áustria |